# Каменка (Сорочинський міський округ)
Ка́менка (рос. Каменка) — село у складі Сорочинського міського округу Оренбурзької області, Росія.

## Населення
Населення — 118 осіб (2010; 95 у 2002).
Національний склад (станом на 2002 рік):
- росіяни — 92 %